# Správní obvod obce s rozšířenou působností Vsetín
Správní obvod obce s rozšířenou působností Vsetín je od 1. ledna 2003 jedním ze tří správních obvodů rozšířené působnosti obcí v okrese Vsetín ve Zlínském kraji. Čítá 32 obcí.
Města Vsetín, Karolinka a obec Horní Lideč jsou obcemi s pověřeným obecním úřadem.

## Seznam obcí
Poznámka: Města jsou vyznačena tučně, městyse kurzívou.
- Bystřička
- Francova Lhota
- Halenkov
- Horní Lideč
- Hošťálková
- Hovězí
- Huslenky
- Jablůnka
- Janová
- Karolinka
- Kateřinice
- Lačnov
- Leskovec
- Lhota u Vsetína
- Lidečko
- Liptál
- Lužná
- Malá Bystřice
- Nový Hrozenkov
- Pozděchov
- Prlov
- Pržno
- Ratiboř
- Růžďka
- Seninka
- Střelná
- Ústí
- Valašská Polanka
- Valašská Senice
- Velké Karlovice
- Vsetín
- Zděchov

## Obyvatelstvo
| Rok  | Obyv.  | ± %    |
| ---- | ------ | ------ |
| 1869 | 39 582 | —      |
| 1880 | 42 050 | +6,2 % |
| 1890 | 44 956 | +6,9 % |
| 1900 | 47 354 | +5,3 % |
| 1910 | 49 840 | +5,2 % |

| Rok  | Obyv.  | ± %     |
| ---- | ------ | ------- |
| 1921 | 48 518 | −2,7 %  |
| 1930 | 49 374 | +1,8 %  |
| 1950 | 54 476 | +10,3 % |
| 1961 | 61 411 | +12,7 % |
| 1970 | 63 645 | +3,6 %  |

| Rok  | Obyv.  | ± %    |
| ---- | ------ | ------ |
| 1980 | 68 198 | +7,2 % |
| 1991 | 68 831 | +0,9 % |
| 2001 | 68 680 | −0,2 % |
| 2011 | 65 487 | −4,6 % |
| 2021 | 62 645 | −4,3 % |